# 地中海颶風伊亞諾斯
地中海颶風伊亞諾斯（英語：Medicane Ianos），是一股罕見的地中海颶風，於2020年9月17日及18日吹襲希臘。伊亞諾斯起源於錫德拉灣的低壓區，並在進入水溫較高的海域後增強為熱帶氣旋。在收到不同氣象中心的名稱後，雅典国家天文台決定將此氣旋命名為「伊亞諾斯（Ιανός）」，氣旋亦迅速增強並持續向東北方向移動。繼吹襲意大利後，伊亞諾斯在增強至熱帶風暴強度時吹襲马耳他和克里特，即使受到陸地影響，仍在9月18日即將登陸希臘南部時達到巔峰，並在登陸後重返海面，向東南偏南方向移動，最終在9月21日消散。
伊亞諾斯對希臘造成了嚴重的傷害，當中中部城市首當其衝，卡尔季察、穆扎基等城市連日水浸，雅典以北郊區的農業受到嚴重破壞，伊薩基島、凯法利尼亚岛和扎金索斯州一度進入緊急狀況。伊亞諾斯造成了四人死亡，一人失蹤，並造成最少1億美元的經濟損失。

## 氣象歷史
2020年9月14日，一個上層低氣壓於地中海南部向東移動，低壓區開始在錫德拉灣發展，並通過在水面形成暖心低壓開始生成熱帶氣旋，氣旋在數小時內迅速發展，並以50每小時（31英里每小時）的風速緩緩地向西北方向移動。直到9月15日，其風速達到65每小時（40英里每小時），最低氣壓達到1,010百帕斯卡（30英寸汞柱）。預測顯示氣旋很有可能會因為附近27至28 °C（81至82 °F）的水溫而成為熱帶氣旋，天氣模型預測指氣旋會在9月17日或18日登陸希臘西岸。伊亞諾斯在地中海逐漸增強，形成疑似風眼結構。9月18日協調世界時凌晨3時正，伊亞諾斯以近120每小時（65節；75英里每小時）的風速和995百帕斯卡（29.4英寸汞柱）的最小中心氣壓登陸希臘，達到一級颶風的強度。登陸後，伊亞諾斯在9月19日轉向東南偏南方向移動，返回海面，並使風暴得以重組。其後逐漸減弱，並持續向東南偏南移動，維持數天後於9月21日在昔兰尼加海岸消散。

## 防災措施和影響

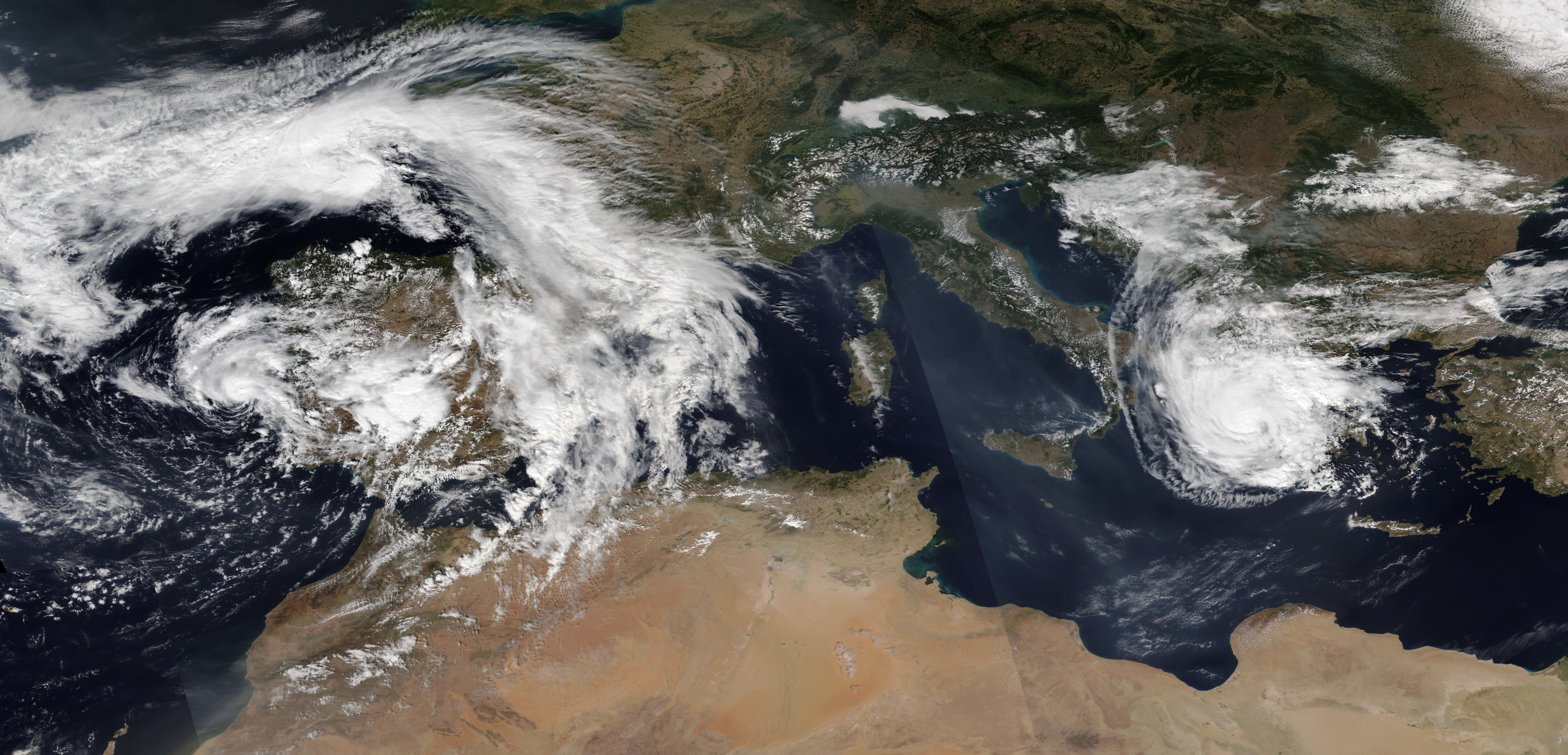
2020年副熱帶風暴阿爾法（左）和氣旋伊亞諾斯（右）於9月18日同時影響歐洲

9月16日，伊亞諾斯經過意大利以南，為西西里岛和附近地區帶來大雨。雷焦卡拉布里亚的降雨量多達35（1.4英寸），多於該城市正常的月降雨量。
希臘國家氣象局在伊亞諾斯接近希臘時發佈最高級別的紅色警報，提高居民對風暴的警覺。凱法利尼亞島接獲塌樹和停電報告，當局敦促居民留在室內，凯法利尼亚岛和扎金索斯州的陣風達111每小時（69英里每小時）。伊亞諾斯一度在希臘西部停滯不前，導致山洪暴發和山泥傾瀉，官方錄得的最高降雨量為142（5.6英寸），但據稱確切的最高降雨量遠高於此。伊亞諾斯亦導致了四人死亡，一人失蹤。9月19日，一名男子被發現在他雅典以北的農場死亡，鄰近的城鎮亦發現了一名女子於水浸的家中死亡。9月20日，一名62歲農民的屍體被發現在雅典以北的村落內倒塌的屋頂下。此外，一名43歲女子在9月20日被報告失蹤，並於9月24日確認其死訊，她被暴洪衝到了幾公里之外。超過5000個房屋受損。伊奧尼亞群島的多個島嶼出現強潮汐，卡尔季察的風速達120每小時（75英里每小時），使樹木和電線倒下，並導致山泥傾瀉，亦有一座橋倒塌。國家消防部門在全國共救出600多人。風暴來襲的時候剛巧是希臘棉花準備收成的季節，但伊亞諾斯導致了嚴重水浸，令色萨利等受到大雨影響的地區農作物損失。凯法利尼亚岛上一條村落被迫與島上其他地方和主島隔絕，近兩米的瓦礫阻隔了道路，令車輛無法通行，居民和遊客受困，造成50000歐元的經濟損失。

## 後續
9月20日，希腊公共电力公司指卡尔季察市內61個變電站正常運作，並有10個變電站將在短時間內恢復運作，希望使阿尔伊塞亚和穆扎基盡快恢復供電。公司高層亦會見卡尔季察消防部門，協調加快善後工作。
希腊总理基里亞科斯·米佐塔基斯承諾「所有受影響的地區均會即時得到協助」，他派了三名高級官員到受災最嚴重的中部地區。9月22日，米佐塔基斯到訪卡尔季察地區，卡尔季察和穆扎基的每個家庭和企業都獲發5000至8000欧元。穆扎基市長法尼斯·斯塔西斯宣佈，由於該區道路網絡和校舍受損，所有學校和托兒所將繼續關閉。

## 外部連結
- Hellenic National Meteorological Service （页面存档备份，存于）
- Northeast Atlantic and Mediterranean Imagery （页面存档备份，存于） – NOAA
- Weekly Weather and Crop Bulletin, Volume 107, No. 38, September 22, 2020 （页面存档备份，存于）, p. 28—the U.S. Department of Agriculture (USDA) and National Oceanic and Atmospheric Administration's (NOAA) report on Medicane Ianos and Subtropical Storm Alpha.
- Medicane Over Ionian Sea Causes Storms in Italy and Greece （页面存档备份，存于） – EUMETSAT case study.